# Здуник, Марцин
Марцин Здуник (пол. Marcin Zdunik; род. 5 декабря 1987, Варшава) — польский виолончелист.
Студент Варшавской музыкальной академии имени Фридерика Шопена (класс Анджея Бауэра). Обладатель ряда национальных и международных исполнительских наград, в том числе Гран-при Международного конкурса виолончелистов имени Витольда Лютославского (2007) и девяти других премий и призов, присуждавшихся в рамках этого конкурса.
Здуник также известен склонностью к исполнению собственных каденций и аранжировок — в частности, переложения 24 каприсов Николо Паганини для дуэта скрипки и виолончели.